# Хуан Карлос I (база)
База Хуан Карлос I (на испански: Base Antártica Española Juan Carlos Primero) е сезонна антарктическа станция на Испания. Базата е основана през 1988 година. Разположена е на Южния залив, остров Ливингстън, Южните Шетландски острови.